# Grön äggkremla
Grön äggkremla (Russula postiana) är en svampart som beskrevs av Romell 1911. Russula postiana ingår i släktet kremlor och familjen kremlor och riskor.   Inga underarter finns listade i Catalogue of Life.
I den svenska databasen Dyntaxa används istället namnet Russula olivascens för samma taxon.  Arten är reproducerande i Sverige.